# THE NEUTRAL
THE NEUTRAL（ザ・ニュートラル）は、兵庫県姫路市出身の4人組ロックバンド。
1998年1月結成。
2000年3月ホームラン代谷加入し、2018年1月に鎌田竜生が正式加入し現メンバーに。
インディーズから2枚のアルバムを発表し、2002年、姫路在住ラストワンマンライブを地元ライブハウスにて行う。終演後、ファンに見送られながら、メンバーは機材車で上京。2003年1月、「チャンスはそこだ!!」でDreamusicよりメジャーデビュー。
2007年2月までに、販売元を転々としながらもメジャーより4枚のCDを発売。2012年現在は自主レーベルより音源・ライブDVDをリリースしている。2009年2月3日誰も知らない泣ける歌に出演。2010年10月からFM横浜でラジオのレギュラー「Yokohama Fanfare」が始まる。2013年10月23日デビュー10周年を記念してBEST ALBUM「THE NEUTRAL BEST」を発売。
BEST ALBUM「THE NEUTRAL BEST」に収録されている「かぞくのじかん」が有線CANシステムで問合せランキング2013年10月度、11月度が3位、12月度が4位、2014年1月度では2位にランクインする。
2015年5月 サミー製パチンコCR聖戦士ダンバイン挿入曲として『闘いの詩』『アルタルフ』発売。
『闘いの詩』『アルタルフ』は各種配信サービスで合計1000万回以上再生を記録。
2018年1月にて結成20周年を迎え『20th Anniversary ワンマンライブ』を毎月開催。
2019年9月29日ニューアルバム『Take the high road』発売。
2023年4月 サミー製パチンコCR聖戦士ダンバイン2挿入曲として『ライオンの詩』発売。

## メンバー
現メンバー
しげる（ボーカル、1977年2月24日）
- 本名の　三木茂　名義で、すべての作詞と作曲を担当。

読書家。
若い時はライオンの異名を持つ気性の荒さ。
清正 （せいしょう、ギター、1977年2月6日）
- 初期は「清正納言」の名前で活動していた。

ホームラン代谷（ほーむらん・しろや、ベース、1977年2月21日）
- 元々、メシア代谷のステージネームで活動していたが、就職のために一度脱退。しかし単位取得ミスにより留年してしまい、自身の脱退後に地元で人気バンドとなっていたTHE NEUTRALのライブに客として参加した際に刺激を受け、ホームラン代谷として再加入。
- やや天然であり、「現場入りに一人遅刻した際に『昨日はポップジャムの収録があったから』と言い訳した（もちろん収録には他のメンバーも全員参加している）」、「レコーディング合宿でカメラマンの奥さんが用意してくれた手間隙かけた手料理を『みんなで食べると何でも美味しいなあ！』の一言で片付けた」などなど、様々な伝説を持つ。

鎌田 竜生 （かまだ たつお、ドラム、1976年4月9日）
- 1年間のサポートドラムを経て、2018年1月に正式加入となる。

元メンバー
ビートダイスケ（ドラム、1976年12月9日）
- 2011年、元アトランタオリンピック女子バスケット代表の原田裕花と結婚。

パブロン畑山（ベース、1979年2月27日 - 2024年5月29日）
- 本名畑山浩志。しげるによると、ホームラン代谷が入るまで在籍[1][2]。2007年落語家笑福亭智六になる。2024年5月29日死去。

## 略歴
- 1998年1月に姫路の高校の同級生だったしげる、ビートダイスケ、清正が集まり結成。地元のライブハウスなどで活動を展開する。
- 2000年3月にホームラン代谷が加入し現在の編成となる。
- 2000年8月にインディーズ1stアルバム『チリリンGo！』を発売。アルバム収録曲「愛してるんじゃない」はKiss-FMの番組エンディングテーマに起用された。
- 2001年8月インディーズ2ndアルバム『ホームラン』を発売。
- 2003年1月『チャンスはそこだ！！』でDreamusicよりメジャーデビュー。
- 2003年5月『パンとピストル』発売。表題曲「パンとピストル」はTBSU-CDTVエンディングテーマに起用。有線CANシステムで問合せランキング4ヶ月連続2位になる。また、収録曲「日曜日の太陽」がアニメなるたるのオープニングテーマに。
- 2004年7月『君に届け』発売。
- 2005年11月『フレーフレーフレー！』発売。
- 2006年12月『輝け！オレの30代』発売。
- 2007年7月『ともだち』発売。
- 2007年10月『THE NEUTRAL』発売。
- 2008年7月『EARLY TIMES』発売。
- 2009年2月 誰も知らない泣ける歌に出演。「ちびとふとっちょ」演奏。
- 2009年7月『New Old Stock』発売。
- 2010年2月　レコチョク着うたフル（R）のロック部門で『明日へ向かって』がデイリーランキング5位を獲得。
- 2010年2月　LIVE DVD『夏祭り2009/07/20 恵比寿LIQUIDROOM』発売。
- 2010年7月『素晴らしき世界の鐘の音を鳴らせ!』発売。
- 2010年10月 FM横浜でラジオのレギュラー「Yokohama Fanfare」がスタート。
- 2011年2月　LIVE DVD『誕生会 2010』2010/02/21 @渋谷O-EAST発売。
- 2011年7月　LIVE DVD『誕生会 2011』2010/02/26 @渋谷O-EAST発売。
- 2011年9月『Happy man』発売。
- 2012年2月『さよならなんだな』発売。
- 2013年10月『THE NEUTRAL BEST』発売。
- 2014年2月 『バンドガール』発売。
- 2015年5月 サミー製パチンコCR聖戦士ダンバイン挿入曲として『アルタルフ』『闘いの詩』発売。
- 2016年1月 しげるの参加しているプロジェクト「vocal power」がユニバーサルミュージックよりメジャーデビュー。【各メンバー演奏陣として参加】
- 2016年11月　ドラムのビートダイスケが脱退
- 2017年9月『7170』発売。
- 2018年1月、ドラムの鎌田 竜生が正式加入。
- 2018年1月にて結成20周年を迎え『20th Anniversary ワンマンライブ』を毎月開催。
- 2019年9月『Take the high road』発売。

## ディスコグラフィー

### シングル
|     | 発売日         | タイトル             | 規格品番   | 収録曲 | 備考                                |
| --- | -------------- | -------------------- | ---------- | --- | ----------------------------------- |
| 1st | 2003年01月29日 | チャンスはそこだ！！ | MUCD-5029  | 1. チャンスはそこだ!! 2. ガキの頃からの夢                                                                                   | Dreamusic ※メジャーデビューシングル |
| 2nd | 2007年07月18日 | ともだち             | QACI-10001 | 1. ともだち 2. 雨上がり 3. Daily Life 4. ともだち（instrumental） 5. 雨上がり（instrumental） 6. Daily Life（instrumental） | ismusic                             |

### アルバム
|          | 発売日                            | タイトル                        | 規格品番   | 収録曲 | 備考                             |
| -------- | --------------------------------- | ------------------------------- | ---------- | --- | -------------------------------- |
| Indies   | 2000年08月08日                    | チリリンGO!                     | KRBT-2201  | 1. 愛してるんじゃない 2. ブルルンGO! 3. ガキの頃からの夢 4. 世界でたった一つの 5. 雨上がり 6. 歩道橋の上 7. 恋をしよう! 8. イナズマを呼べ 9. 僕らの季節 10. ブルースマン(ライブバージョン)                                                                                                | KEDDY RECORDS                    |
| Indies   | 2001年08月08日                    | ホームラン                      | KRBT-2202  | 1. ホームラン ～偉大なる人生の4番打者～ 2. 僕の本音 3. サンダー 4. アルバイトロック -アルバイト中に思う事- 5. さよなら 6. 傘のない君 7. マッハ5 8. 1/100の強さ | KEDDY RECORDS                    |
| 1st mini | 2003年05月28日                    | パンとピストル                  | MUCD-1076  | 1. パンとピストル (TBS系TV「UNDER CDTV」6・7月エンディングテーマ) 2. 日曜日の太陽(TVアニメシリーズ「なるたる」オープニングテーマ) 3. ブルルンGO!（'03ver）(全国「KEIRIN」2003 CMイメージソング) 4. 傘のない君 5. 時々僕が思うこと                                                         | Dreamusic                        |
| 2nd mini | 2004年5月（会場限定盤） 2004年7月 | 君に届け                        | ZERR-2001  | 1. 風の吹く場所 2. 君に届け 3. 自称ミュージシャン 4. チーズケーキ 5. ガタゴト列車 | ゼロット(ROCKDOM RECORDS)        |
| 3rd mini | 2005年11月02日                    | フレーフレーフレー！            | GNCL-7001  | 1. フレーフレーフレー！ 2. 僕は空飛ぶ本屋さん 3. 腐葉土 4. 君に会いたい 5. 悲しみのブルース 6. beautiful day 【特典DVD】 - パンとピストルPV - THE NEUTRALライブ映像 | ジェネオンエンタテインメント     |
| 4th mini | 2006年12月13日                    | 輝け！オレの30代                | YZGT-0001  | 1. 輝け！オレの30代 2. 面倒くさい 3. ちびとふとっちょ 4. 初めての恋じゃないから 5. カナリア 6. 向かい風の中のあなた 7. nanana～親父とオレとタバコとハナ歌～ | GARULE TEATRO RECORDS            |
| 1st      | 2007年10月31日                    | THE NEUTRAL                     | QACJ-30002 | 1. Go your way 2. シンプルマン 3. パンとピストル 4. ちびとふとっちょ 5. 夕暮れの空 6. ともだち 7. 愛の花 8. チャンスはそこだ!! 9. 君の庭に輝く星 10. 黒い涙 11. ヨウゾウ 12. nanana～親父とオレとタバコとハナ歌～ 13. Switch 14. 木ニモナレズ 鳥ニモナレズ                                | J'sプロデュース                  |
|          |                                   | EARLY TIMES                     |            | 1. ホームラン 2. 太陽を睨む少年 3. ブルースマン 4. 恋をしよう！ 5. 僕の本音 6. 君に伝えなくちゃ 7. マッハ5 8. Always This Dance Number 9. 一生懸命 10. 彼女の本音 | 会場限定盤                       |
| Live     | 2009年7月20日                     | New Old Stock                   |            | 1. 僕のロックンロールは正しくないんだ 2. 青天の霹靂 3. 運命の人 4. 明日へ向かって 5. 彼女は友達 6. マルボロ 7. 渋谷ブルース 8. スタートライン 9. 僕と暮らそう 10. 汚れていけ | 会場＆オフィシャル通販サイト限定 |
| 2nd      | 2010年7月19日                     | 素晴らしき世界の鐘の音を鳴らせ! |            | 1. 素晴らしき世界の鐘の音を鳴らせ！ 2. さよなら僕らの1DK 3. 77年式のドライブ 4. 流星のファンファーレ 5. 花束の日々 6. 大げさ病 7. うるsay 8. 3minutes 9. 僕らが蒼空を見上げ立ち尽くす時 10. 映画を観に行こう                                                                              | 会場＆オフィシャル通販サイト限定 |
| 5th mini | 2011年9月4日                      | Happy man                       |            | 1. Happy man 2. 時々冷たい風が吹くと～あの頃の僕らへ～ 3. 永福町 4. オレの歩く道 | 会場＆オフィシャル通販サイト限定 |
| 3rd      | 2012年2月25日                     | さよならなんだな                |            | 1. さよならなんだな 2. 京王線 3. Happy man 4. 風とライオン 5. やさしいうた 6. 未来を奪ったのは 7. 永福町 8. 群青のOVERDRIVE 9. よろこびの歌 10. はじまりを待つ君とさよならをごまかす僕 11. バンドマンの詩                                                                                 | 会場＆オフィシャル通販サイト限定 |
| Best     | 2013年10月23日                    | THE NEUTRAL BEST                | QACJ-30032 | 1. パンとピストル 2. チャンスはそこだ!! 3. かぞくのじかん 4. 夕暮れの空 5. ともだち 6. ちびとふとっちょ 7. 君に届け 8. 腐葉土 9. フレーフレーフレー～輝ける君の未来にエールを～ 10. 雨上がり 11. 日曜日の太陽 12. 輝け!オレの30代 13. 歳の取り方 14. nanana～親父とオレとタバコとハナ歌～ | J'sプロデュース                  |
| 4th      | 2014年2月15日                     | バンドガール                    | KRBT-2207  | 1. 一発逆転 2. 誰だお前！？ 3. 夕暮れフレンド 4. 神様に誓うなら 5. ガラクタの日々～もしも宝くじが当たったら～ 6. うまくいかないこと 7. ショパンとロックンロール 8. バンドガール 9. 拝啓 ～あの日の僕とあなたへ～ 10. Myself                                                               | 会場＆オフィシャル通販サイト限定 |
| 5th      | 2017年9月3日                      | 7170                            | KRBT-2208  | 1. この僕も40歳 2. ハスキーボイス 3. リモコン 4. Do you remember 5. ダイエット 6. MUSIC 7. さよなら8ビート 8. I love me 9. スーパーボール 10. LDK 11. 陽のあたる場所 | 会場＆オフィシャル通販サイト限定 |
| 6th      | 2019年9月29日                     | Take the high road              | KRBT-2209  | 1. リリー 2. Steady as she goes 3. あじさん 4. Good evening 5. つまらない話 6. シュークリーム 7. 平成が終わる 8. HANASACRASHーE4東北道ー 9. 君の街に僕は行く 10. 僕らのmusic 11. ひだまりの時 12. ハイエース 13. 頑張れオレ 14. 平凡な日々、完璧な今日                                    | 会場＆配信限定                   |

### 配信限定
- 2015年5月6日 「アルタルフ」「闘いの詩」（ぱちんこ CR聖戦士ダンバイン オリジナルソング）

### LIVE DVD
- 2010年2月21日『海の日恒例「夏祭り」』2009/07/20 @恵比寿LIQUIDROOM（会場＆オフィシャル通販サイト限定）
- 2011年2月26日『誕生会 2010』2010/02/21 @渋谷O-EAST（会場限定盤）
- 2011年7月16日『誕生会 2011』2011/02/26 @渋谷O-EAST（会場限定盤）

### コンピレーションアルバム
| 発売日         | タイトル                                                    | 規格品番   | 収録曲           |
| -------------- | ----------------------------------------------------------- | ---------- | ---------------- |
| 2009年02月18日 | 誰も知らない泣ける歌 オフィシャル・コンピレーションアルバム | VPCC-80634 | ちびとふとっちょ |
| 2012年07月25日 | ココロ ニ トドケ! J's RECORDS Presents Compilation Album    | QACJ-30025 | 夕暮れの空       |

## 主なライブ

### ワンマンライブ・主催イベント
- 2009年 - 渋谷CLUB QUATTRO『誕生会 2009』
- 2009年 - 恵比寿LIQUIDROOM『海の日恒例「夏祭り」』
- 2010年 - 渋谷O-EAST『誕生会 2010』
- 2010年 - Mt.RAINIER HALL 渋谷PLEASURE PLEASURE『海の日恒例「夏祭り」』
- 2011年 - 渋谷O-EAST『誕生会 2011』
- 2011年 - Mt.RAINIER HALL 渋谷PLEASURE PLEASURE『海の日恒例「夏祭り〜全曲ライブ〜」』（2days）
- 2012年 - 渋谷O-EAST『誕生会 2012』
- 2013年 - Mt.RAINIER HALL 渋谷PLEASURE PLEASURE『THE NEUTRAL デビュー10周年記念プレミアム公演 『THE BEST!』
- 2013年 - Shibuya O-Crest『ココロランドリー 秘密』 ～あなたの胸にある秘密は何ですか?～
- 2013年 - Shibuya O-Crest『渋谷スーパーアリーナ』 ～O-Crestでアリーナクラスのライブをやってみよう!～

### 出演イベント
- 2001年03月21日 - 村坂ジョージフェスティバル Vol.1
- 2003年10月17日 - MINAMI WHEEL 2003
- 2004年08月28日 - SETSTOCK'04
- 2004年09月17日 - RADIO BERRY ベリテンライブ2004
- 2004年10月22日 - MINAMI WHEEL 2004
- 2005年10月23日 - MINAMI WHEEL 2005
- 2008年09月08日 - RADIO BERRY 15th ANNIVERSARY ベリテンライブ2008
- 2009年09月07日 - RADIO BERRY ベリテンライブ2009x
- 2011年03月05日 - sacra Tour 2011「Live Rubato」
- 2012年08月27日 - konya ga yamada vol.1
- 2012年11月28日 - DAIKANYAMA ExPOP ～Daikanyama LOOP 4th Anniversary～
- 2013年01月11日 - ナカノアツシ生誕祭
- 2013年04月13日 - 春は花よりロックンロール!!
- 2013年04月19日 - New days ～Special Live!!!～
- 2013年06月02日 - Happy song day
- 2013年10月14日 - 拍手喝采!!!2013
- 2014年06月08日 - RADIO BERRY High-5 PRESENTS『ニュートラルで黒いイナズマ』
- 2014年10月13日 - Happy Song Night!!～このメンバーでスペシャルバンドを昼と夜で組みます!昼に演奏した曲は夜には演奏しません!!
- 2014年11月03日 - サクラガ・ファミリア～秋の大収穫祭～
- 2015年05月24日 - GRAND ROCK
- 2015年06月07日 - 唄人羽&THE NEUTRALツーマンライブ
- 2015年06月21日 - これがROCKだ!!～浴衣祭り編～
- 2015年10月17日〜12月26日 - 唄人羽 & THE NEUTRAL 2マンLIVE「明日はどっちだ」
- 2015年10月31日 - 高円寺周遊型フェス「BOYS ON DREAM～一生青春!!～」略してボイドリ。Vol.2
- 2015年11月08日 - 高槻ぐるぐる魂!!2015
- 2016年04月23日 - -BAND POWER-